# Esther Mucznik
Esther Mucznik (Lisboa, 1947) es una escritora y periodista portuguesa especializada en temas judíos.

## Biografía
Los padres de Esther Mucznik son polacos que se mudaron a Portugal, donde nacieron sus cuatro hijos.
Esther pasó su infancia en Portugal, luego vivió en Israel y París donde estudió, respectivamente, Lengua y Cultura Hebrea y Sociología en la Sorbona.
Es columnista del diario portugués Público, ha publicado varios artículos en varias revistas y periódicos y es redactora de la Revista de Estudos Judaicos, una publicación de la Asociación Portuguesa de Estudios Judaicos.
Trabaja y participa en varias entidades portuguesas relacionadas con el judaísmo.
Fue vicepresidente de la Comunidad Israelí de Lisboa de 2002 a 2016, y es miembro de su junta hasta el presente. Fundador y actual presidente de la Asociación de Enseñanza y Memoria del Holocausto y miembro de la Comisión de Libertad Religiosa, coordinador de la Comisión de Instalación del Museo Judío y miembro de la coordinación del Foro Abrahámico de Portugal, asociación afiliada con Three Faiths Forum, de Inglaterra.

## Trabajos publicados
- Hacia una ética del cuidado : una perspectiva judía . Lisboa : Terraza, 1999
- Israel, ayer y hoy . Con Joshua Ruah, Adolfo Roitman et al. Algés : Difel, 2007. ISBN 978-972-29-0849-8
- Grácia Nasi, la judía portuguesa del siglo XVI que desafió su propio destino . Lisboa : La esfera de los libros, 2010 ISBN 978-989-626-244-0
- 'Portugués en el Holocausto : Historias de las víctimas de los campos de concentración, de los cónsules que salvaron vidas y de las resistencias que lucharon contra el nazismo . Lisboa : La esfera de los libros, 2012. ISBN 978-989-626-373-7
- auschwitz : un día a la vez . Lisboa : La esfera de los libros, 2015. ISBN 978-989-626-633-2
- La gran epopeya de los judíos en el siglo XX : la historia de un pueblo que decidió cambiar su destino . Lisboa : La esfera de los libros, 2017. ISBN 978-989-626-825-1